# Przestępczość
Przestępczość – zbiór czynów popełnionych na obszarze danej jednostki terytorialnej, które są zabronione ustawowo pod groźbą kary. Przestępczość jest zjawiskiem społecznym.

## Charakterystyka
Charakteryzuje się następującymi cechami:
- stanowi zagrożenie dla obowiązującego porządku prawnego,
- wyraża się we wzroście liczby osób, które popełniły przestępstwa w stosunku do ogółu ludności.

Przestępczość rozpatrywana być może również z punktu widzenia jej rozległości, intensywności, struktury i dynamiki. W literaturze przedmiotu wskazuje się na wiele teorii wyjaśniania przyczyn przestępczości: biologiczne, psychologiczne, socjologiczne i ekonomiczne. Teorie wskazują na wiele czynników kryminogennych, wśród których można wyodrębnić wskaźniki o charakterze szczególnym i ogólnym.
Do pierwszej grupy należy zaliczyć; cechy osobiste przestępcy, układy sytuacyjne, zachwianie równowagi psychicznej, frustracje jednostek, grupy społecznej, rozpad więzi nieformalnych, niedomogi w działaniu organizacji formalnych, alkoholizm, rodziny dysfunkcjonalne, wadliwe działania systemu oświatowego i wychowawczego.
Do drugiej zaś nędzę, niesprawiedliwość i konflikty społeczne, nierówny podział bogactw, niski stan zdrowotny społeczeństw, dominację jednej grupy społecznej nad innymi – opierającą się jedynie na bogactwie lub posiadaniu siły czy władzy, frustracje wywołaną niespełnieniem podstawowych potrzeb związanych z egzystencją ludzką, masowy wyzysk, nierówne możliwości życiowe i nieszczęścia powodowane przez człowieka, rygorystyczność kodeksów i przepisów prawnych pozostającymi w niezgodzie z poglądami społeczeństwa, przestarzałe lub nieprzychylne ludziom ustawodawstwa stosowane w sposób sztywny wobec wielu warstw społecznych.

## Przestępczość w Polsce
Kolejność miast w Polsce o największej przestępczości przedstawia się następująco (poniższe dane pochodzą z zestawienia dokonanego przez portal internetowy „Wirtualna Polska” z 2010 roku):
| N.p. | Nazwa miasta |
| 1.   | Katowice     |
| 2.   | Wrocław      |
| 3.   | Poznań       |
| 4.   | Kraków       |
| 5.   | Gdańsk       |
| 6.   | Lublin       |
| 7.   | Szczecin     |
| 8.   | Opole        |
| 9.   | Łódź         |
| 10.  | Warszawa     |

Największe zgrupowanie miast o najwyższej przestępczości można znaleźć na Górnym Śląsku. Socjolodzy specjalizujący się w tematyce przestępczości twierdzą, że na Śląsku nastąpiło tzw. społeczne tąpnięcie. Średnie zarobki są tu stosunkowo wysokie, ale także wysoki jest poziom bezrobocia i duża liczba ludzi długotrwale bezrobotnych, którzy dawno już utracili prawo do zasiłków dla bezrobotnych (są oni tzw. beneficjentami pomocy społecznej).
Konsekwencją społecznego tąpnięcia (podobne badania na ten temat prowadził w USA Brenner w roku 1976), jest m.in. wysoki poziom przestępczości, duża liczba samobójstw i zgonów wywołanych alkoholem, destrukcja tradycyjnej rodziny związana z osłabieniem roli ojca, który pozostaje bez pracy.